# مگان مک‌دونالد
مگان جو مک‌دونالد (انگلیسی: Megan Jo McDonald) نویسنده آمریکایی ادبیات کودکان است. محبوب‌ترین آثار او مجموعه‌ای از کتاب‌ها است که مربوط به دختر کلاس سومی به نام جودی مودی است (نوشته شده برای کلاس‌های ۲ تا ۴). مک‌دونالد همچنین کتاب‌های تصویری زیادی برای کودکان کوچک‌تر نوشته و می‌نویسد. آخرین اثر او مجموعه کتاب‌های جولی آلبرایت برای دختر آمریکایی بود.
از کتاب‌های او می‌شود به مجموعه داستان‌های جودی دمدمی (تصویرگری پیتر اچ.ری نولدز)اشاره کرد که توسط نشر افق و با ترجمه محبوبه نجف‌خانی در ایران به چاپ رسید و مجموعه رنگی جودی دمدمی و استینک نیز توسط همین نشر و مترجم منتشر شد.

## جودی دمدمی و استینک
جودی دمدمی و استینک (به انگلیسی: Judy Moody and stink) نام یکی از کتاب‌های مشهور مگان است. این کتاب دربارهٔ ماجراهای دختری بنام جودی است که ماجراهای جالبی را به همراه دوستانش استینک، راکی، فرانک و ایمی نیمی تجربه می‌کند.و همچنین مجموعه ی ۱۰ جلدی استینک که برادر جودی دمدمی است ؛ این مجموعه ی ۱۰ جلدی اتفاقات عجیب و غریب زندگی استینک را روایت می کنید که ماجراهایی با خواهرش جودی و دوستانش در مدرسه و حیوانات عجیب خانگی او است .
که به شما عزیزان پیشنهاد میکنم حتما این کتاب هارا مطالعه کنید و از مطالب جالب این کتب لذت ببرید‌ .